# فرانکو کوپ
فرانکو کوپ (انگلیسی: Franco Coop; ۲۷ سپتامبر ۱۸۹۱ – ۲۷ مارس ۱۹۶۲) هنرپیشه اهل ایتالیا بود.
از فیلم‌ها یا برنامه‌های تلویزیونی که وی در آن نقش داشته‌است می‌توان به احساس مالکیت، چرخ‌وفلک ناپل، دبران، ترانه بهار، دون پاسکواله، سه آرزو و حمل و نقل اشاره کرد.